# Carmiña Martínez
Carmiña Martínez es una actriz colombiana de cine, teatro y televisión, nacida en la localidad de Barrancas, Guajira. Logró reconocimiento en 2018 al protagonizar la premiada película de Ciro Guerra y Cristina Gallego Pájaros de verano.

## Carrera
Activa principalmente en el teatro, Martínez logró repercusión en su país al aparecer en la telenovela Guajira en 1996, dirigida por Fernando Gaitán. En 2002 interpretó el papel protagónico de la hermana Leticia López Manrique en el controvertido largometraje Hábitos sucios de Carlos Palau. Diez años después apareció en la película La captura de Dago García y en el cortometraje La cara.
En 2018 logró repercusión internacional al protagonizar la película de Ciro Guerra y Cristina Gallego Pájaros de verano, en el papel de Úrsula. El largometraje recibió el premio de la mejor película en el Festival de Biarritz Amérique Latine en 2018, además de abrir la edición n.º 50 de la Quincena de Directores en el Festival de Cannes de 2018. Por su participación en el filme, Martínez ganó un Premio Fénix en la categoría de mejor actriz en 2018.

## Filmografía destacada

### Cine
- 2003 - Hábitos sucios
- 2012 - La captura
- 2013 - La cara (corto)
- 2018 - Pájaros de verano
- 2023 - Itzia, tango y cacao

### Televisión
- 1996 - Guajira